# Castellanosia caineana
Castellanosia caineana ist die einzige Pflanzenart der monotypischen Gattung Castellanosia in der Familie der Kakteengewächse (Cactaceae). Der botanische Name der Gattung ehrt Alberto Castellanos. Das Artepitheton caineana verweist auf das Vorkommen der Art im Tal des Río Caine.

## Beschreibung
Castellanosia caineana wächst baumförmig, ist nur von der Basis her verzweigt und erreicht Wuchshöhen von bis zu 6 Metern. Die langen, zylindrischen, graugrünen Triebe sind etwas biegbar und deutlich segmentiert. Die einzelnen Segmente sind zu ihrer Spitze hin deutlich verjüngt. Sie sind 30 bis 40 Zentimeter lang und weisen Durchmesser von 8 bis 11 Zentimeter auf. Es sind 9 Rippen vorhanden, die etwas eingekerbt sind. Die darauf befindlichen runden, grauen Areolen stehen bis 3 Zentimeter voneinander entfernt. Die Dornen der vegetativen Triebe sind braun. Die drei bis vier Mitteldornen sind dort 4 bis 7 Zentimeter, die 15 bis 16 Randdornen 0,8 bis 4 Zentimeter lang. Die etwa 25 weißen bis braunen Dornen der blühfähigen Triebe sind büschelig borstig und erreichen eine Länge von 3 bis 5 Zentimetern.
Die mehr oder weniger purpurroten Blüten sind 3 bis 5 Zentimeter lang und mit sich überlappenden Schuppen bedeckt. Die grünlich gelben, kugelförmigen Früchte werden bis zu 3 Zentimeter lang.

## Verbreitung und Systematik
Castellanosia caineana ist in den bolivianischen Departamentos Cochabamba, Chuquisaca, Santa Cruz und Tarija sowie in Paraguay im Tiefland verbreitet.
Die Erstbeschreibung der Gattung und ihrer einzigen Art erfolgte 1951 durch Martín Cárdenas. Ein nomenklatorisches Synonym ist Browningia caineana (Cárdenas) D.R.Hunt (1991).

## Nachweise